# A Complete Unknown
A Complete Unknown és una pel·lícula dramàtica biogràfica de 2024 sobre el cantant folk estatunidenc Bob Dylan, dirigida per James Mangold, amb guió del mateix Mangold amb Jay Cocks, basada en el llibre Dylan Goes Electric! Newport, Seeger, Dylan, and the Night That Split the Sixties, d'Elijah Wald. És protagonitzada per Timothée Chalamet, Elle Fanning, Monica Barbaro, Edward Norton i Boy Holdbrook. Va estrenar-se als Estats Units el 25 de desembre de 2024.

## Argument
Ambientat a la vibrant escena musical de Nova York de principis dels anys seixanta del segle XX, A Complete Unknown segueix l'ascens del músic de Minnesota, Bob Dylan (Timothée Chalamet), de dinou anys, com a cantant de folk, amb la seva guitarra, a les sales de concerts i al capdamunt de les llistes, les seves cançons, el seu talent revolucionari i la seva mística esdevenen una sensació mundial, que va culminar amb la seva innovadora actuació al Newport Folk Festival el 1965. La pel·lícula explora les relacions de Dylan amb personatges clau de la seva vida. Des del seu primer romanç amb Suze Rotolo, rebatejada Sylvie Russo pel film (Elle Fanning). La pel·lícula també inclou les interaccions de Dylan amb Joan Baez (Monica Barbaro).

## Repartiment
- Timothée Chalamet : Bob Dylan
- Elle Fanning : Sylvie Russo
- Monica Barbaro: Joan Baez
- Edward Norton : Pete Seeger
- Boyd Holbrook: Johnny Cash
- Scoot McNairy : Woody Guthrie
- P. J. Byrne : Harold Leventhal
- Dan Fogler : Albert Grossman
- Charlie Tahan : Al Kooper
- Eric Berryman : Tom Wilson
- Alaina Surgener : Gena Russo
- Will Harrison : Bob Neuwirth

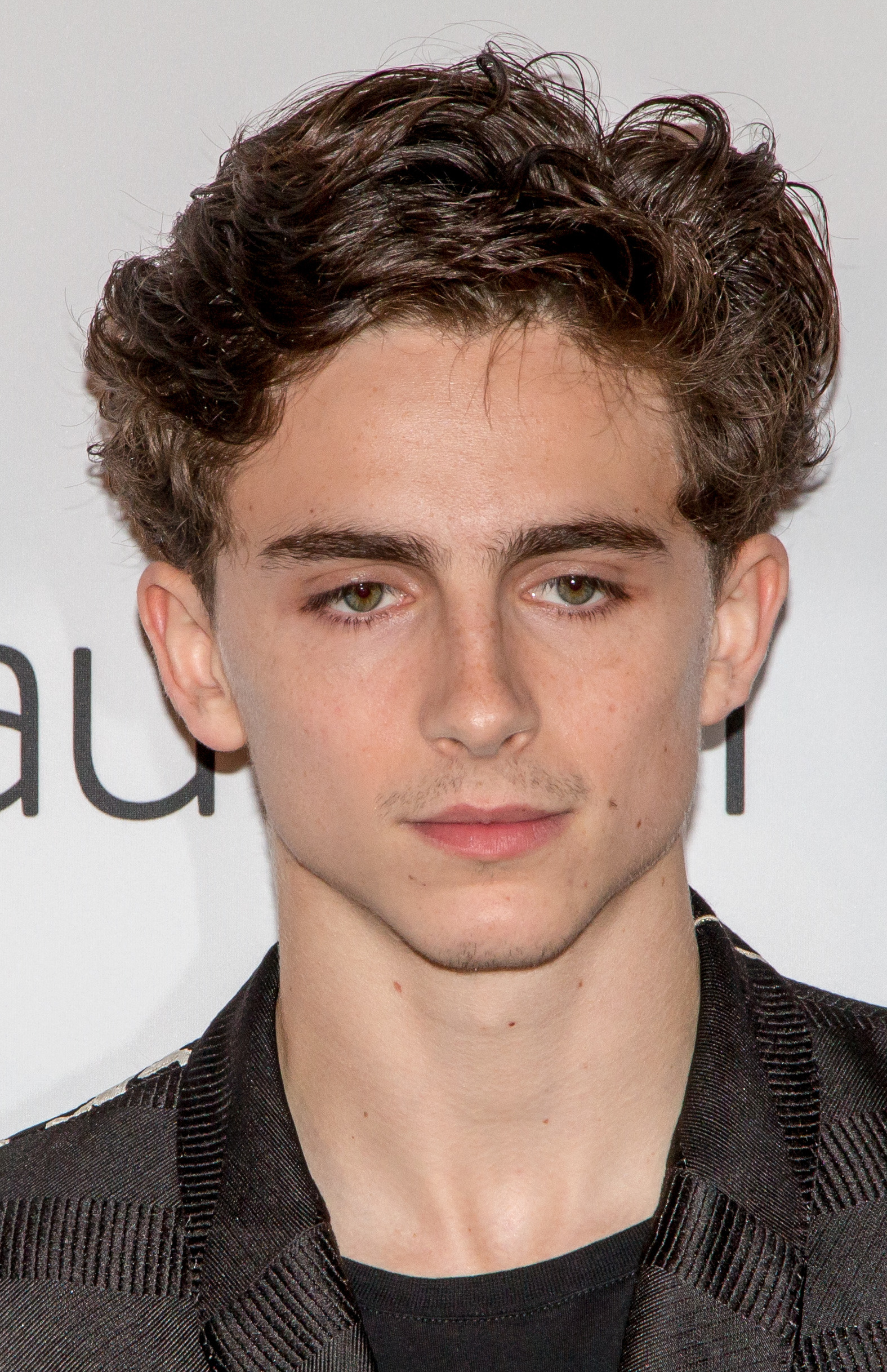
Timothée Chalamet
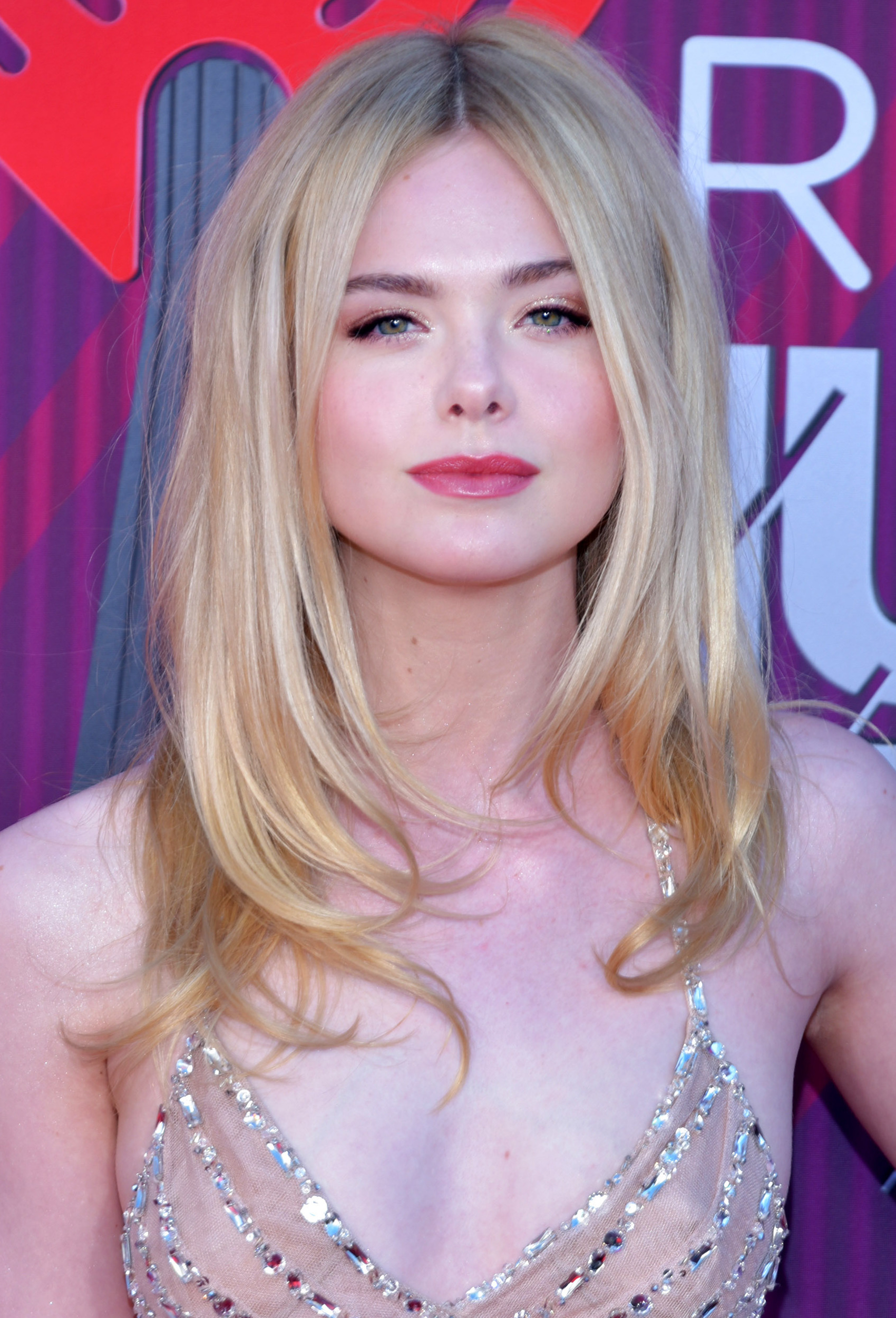
Elle Fanning
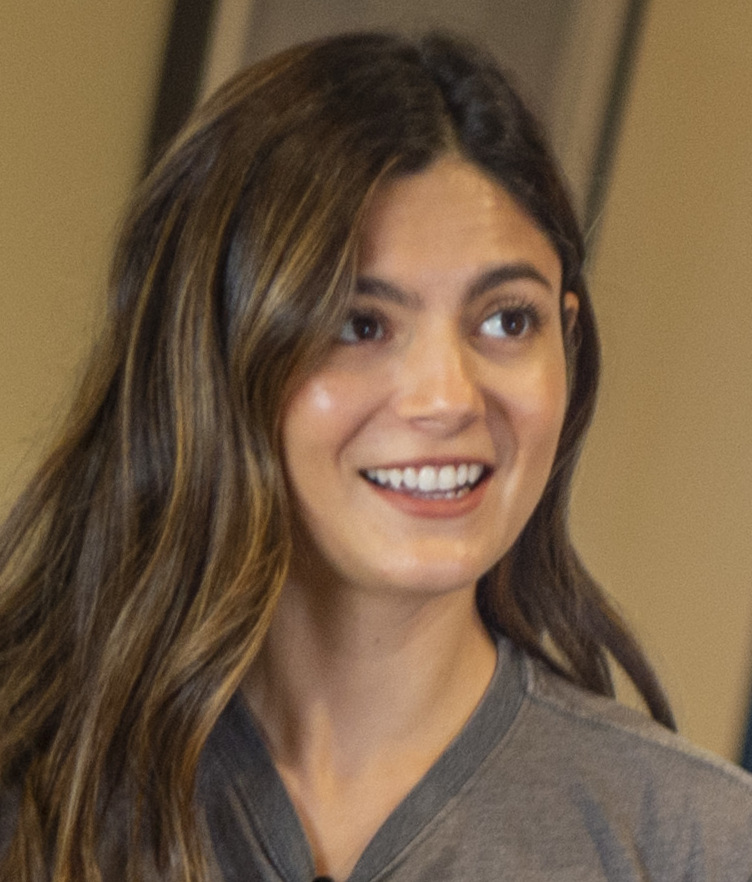
Monica Barbaro
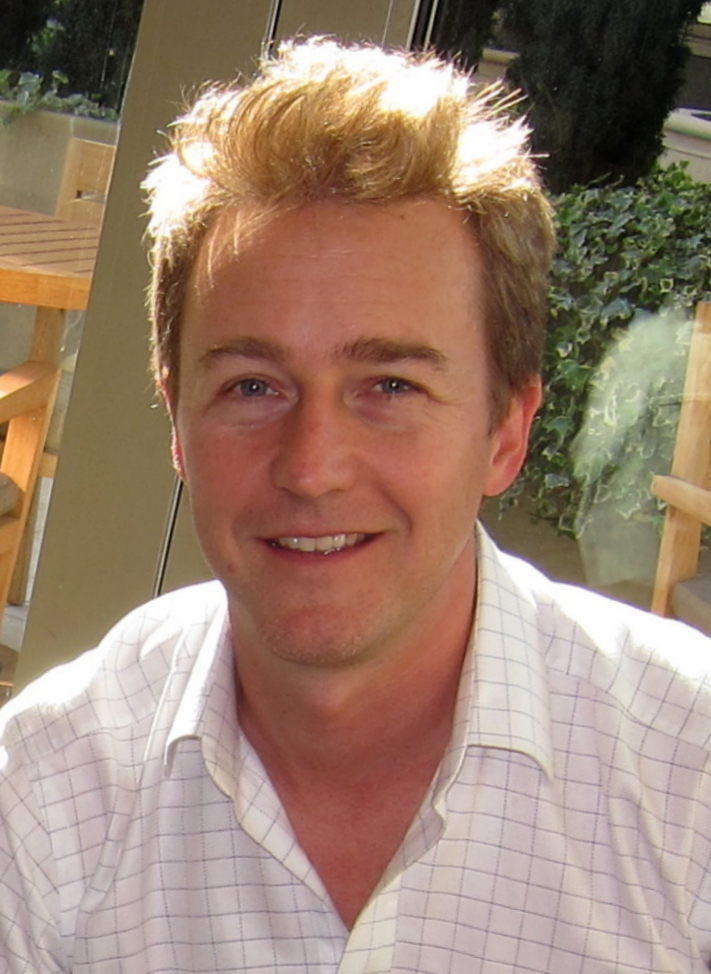
Edward Norton
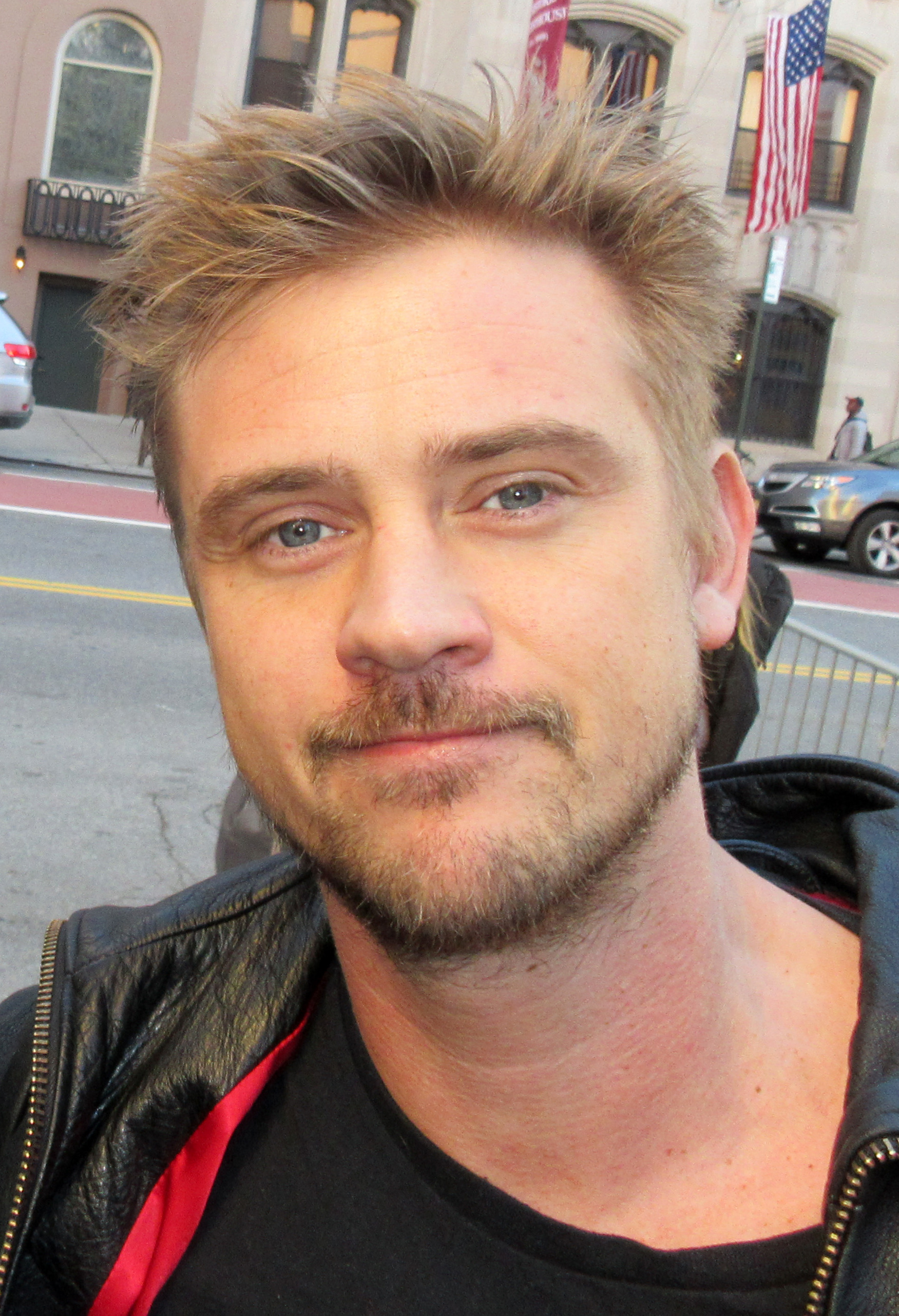
Boyd Holdbrook

## Producció
La pel·lícula està basada en el llibre del crític musical Elijah Wald, Dylan Goes Electric!: Newport, Seeger, Dylan, and the Night That Split the Sixties (2015) que explora la controvèrsia al voltant del canvi de Dylan a la instrumentació amplificada elèctronicament. La nit del 25 de juliol de 1965, Bob Dylan va pujar a l'escenari del Newport Folk Festival, amb el suport d'una banda electrònica, i va cantar el seu nou èxit de rock, Like a Rolling Stone, actuació que va generar reaccions contraposades.  La pel·lícula està produïda per Fred Berger, Mangold i Alex Heineman, junt amb Bob Bookman, Peter Jaysen, Alan Gasmerd, Jeff Rosen i Chalamet.
Tot i que gran part de la pel·lícula està ambientada a Nova York, i el festival de folk teòricament estaria ambientat a Newport, Rhode Island, moltes escenes es van rodar en diversos llocs de Nova Jersey com Hoboken, Cape May, Jersey City i Patersona. Concretament, Cape May es va servir de lloc per a la recreació del Newport Folk Festival. El rodatge es va acabar a principis de juliol del 2024. El 6 de desembre del 2024, Chalamet va llançar les dues primeres cançons de la banda sonora: versions de "The Girl From the North Country" (amb veus de Barbaro) i el clàssic de l'època "Like a Rolling Stone", ambdues versions escurçades dels clàssics de Dylan, versions adaptades a la veu de Chalamet i no pas recreacions de les originals.